# 34e division d'infanterie (Allemagne)
Pour les articles homonymes, voir 34e division d'infanterie.
La 34e division d'infanterie  (allemand : 34. Infanterie-Division) est une division d'infanterie de l'armée de terre allemande durant la Seconde Guerre mondiale.
Créée en avril 1936, elle passe le début de la guerre dans l'ouest de l'Allemagne avant de participer à la campagne de l'Ouest en mai et juin 1940. Elle prend part en 1941 à l'invasion de l'URSS et demeure sur le front de l'Est jusqu'au printemps 1944, où elle est désintégrée en Ukraine. Après s'être reconstituée en Silésie, elle gagne le théâtre d'opérations italien où elle se rend aux Américains en avril 1945.

## Historique
La 34. Infanterie-Division est créée le 1er avril 1936 à Coblence dans le Wehrkreis XII. La division est mobilisée fin août 1939 et se déploie sur la ligne Siegfried au sud de Trèves de part et d'autre de la Sarre, puis dans l'Eifel. Dans le plan d'offensive à l'ouest, la division (une des trois du XXIIIe corps d'armée, faisant partie de la 16e armée dont la mission est de défendre une partie du flanc sud de l'offensive allemande) de Hans Behlendorff doit passer la frontière luxembourgeoise à Wormeldange avec pour atteindre la région Pétange – Differdange. Elle reçoit également du XXIIIe corps d'armée et de l'OKH une mission particulière : pour s'assurer de devancer la cavalerie française au Luxembourg, et s'y établir défensivement au plus vite, la division forme un Luftkommando de cinq groupes (Stosstruppen) de 25 hommes, transportés par 25 Fieseler Storch qui, du fait de leur capacité de transport limité (deux hommes avec leur matériel), effectueront plusieurs rotations. Chacun de ces groupes doit s'emparer d'un carrefour sur les cinq itinéraires que sont supposés emprunter la cavalerie française. Ils seront rejoints au plus vite par six Jagdgruppen d'une vingtaine d'hommes dont quatre venant de la 34e division d'infanterie, eux-mêmes précèdent deux détachement d'avant-garde, dont la Voraus-Abteilung A forme celle devant la 34e division d'infanterie. Le 9 mai dans l'après-midi, la division reçoit l'ordre d'attaquer le lendemain à 5 h 35, heure allemande.

## Commandement
Divisionskommandeure (Commandant de Division):
| Début             | Fin               | Grade                  | Nom                  |
| ----------------- | ----------------- | ---------------------- | -------------------- |
| 1er avril 1936    | 1er octobre 1937  | Generalleutnant        | Erich Lüdke          |
| 1er octobre 1937  | 1er mars 1938     | Generalmajor           | Max von Viebahn (de) |
| 1er mars 1938     | 1er avril 1939    | Generalleutnant        | Friedrich Bremer     |
| 19 juillet 1939   | 10 mai 1940       | General der Artillerie | Hans Behlendorff     |
| 11 mai 1940       | 1er novembre 1940 | Generalleutnant        | Werner Sanne         |
| 1er novembre 1940 | 18 octobre 1941   | General der Artillerie | Hans Behlendorff     |
| 18 octobre 1941   | 5 septembre 1942  | Generalleutnant        | Friedrich Fürst      |
| 5 septembre 1942  | 2 novembre 1942   | Generalleutnant        | Theodor Scherer      |
| 2 novembre 1942   | 31 mai 1944       | General der Infanterie | Friedrich Hochbaum   |
| 31 mai 1944       | 1945              | Generalleutnant        | Theobald Lieb        |
| 1945              | 1945              | Oberst                 | Ferdinand Hippel     |

## Composition
Ordre de bataille de la 34. ID de 1939 à 1944
| 1939                                    | 1942                     | 1943 - 1944              |
| Infanterie-Regiment 80                  | Grenadier-Regiment 80    | Grenadier-Regiment 80    |
| Infanterie-Regiment 107                 | Grenadier-Regiment 107   | Grenadier-Regiment 107   |
| Infanterie-Regiment 253                 | Grenadier-Regiment 253   | Grenadier-Regiment 253   |
| Artillerie-Regiment 34                  |                          |                          |
| Pionier-Bataillon 34                    |                          |                          |
| Panzerabwehr-Abteilung 34               | Panzerjäger-Abteilung 34 | Panzerjäger-Abteilung 34 |
| Nachrichten-Abteilung 34                |                          |                          |
| Aufklärungs-Abteilung 34                | Radfahr-Abteilung 34     | Füsilier-Bataillon 34    |
| Beobachtungs-Abteilung 34               | --                       | --                       |
| Feldersatz-Bataillon 34                 |                          |                          |
| Infanterie-Divisions-Nachschubführer 34 |                          |                          |

## Théâtres d'opérations
- 1941 - 1942 : opération Barbarossa
  - 22 octobre 1941 au 22 janvier 1942 : bataille de Moscou
- Avril 1945 : combats de retardement sur le front des Alpes-Maritimes (Massif de l'Authion, vallée de la Roya…)
- Mai 1945 : la division finit la guerre sur le secteur de Turin (Italie) et se rend à la Force Expéditionnaire Brésilienne.